# Дебра Скарлетт
Джоанна Дебора Буссінгер (Joanna Deborah Bussinger; нар. 20 липня 1993 р.), професійно відома як Дебра Скарлетт, — норвезько-швейцарська співачка та авторка пісень. Вона представляла Норвегію на конкурсі пісні Євробачення 2015 разом з Мьорландом з піснею «A Monster Like Me».  У 2013 році вона брала участь у норвезькій версії The Voice.  З 2020 року вона випускає музику як Red Moon.

## Особисте життя
Скарлет народилася у Базелі, Швейцарія, у 1993 році у батьків норвежців. Вони повернулись у своє рідне місто Ніттедаль у Норвегії, коли їй було шість років.  Пізніше вона повернулася до Швейцарії у віці десяти років. 

## Дискографія

### Мініальбоми
| Назва       | Деталі альбому                                                                   |
| ----------- | -------------------------------------------------------------------------------- |
| DYS(U)TOPIA | - Випущено: 17 березня 2017 р - Лейбл: Radicalis - Формати: Цифрове завантаження |
| Phase I:XI  | - Випущено: 9 жовтня 2020 р - Лейбл: Decca - Формати: Цифрове завантаження       |

### Сингли
| Назва                                                                        | Рік  | Найвищі позиції чартів | Найвищі позиції чартів | Найвищі позиції чартів | Найвищі позиції чартів | Найвищі позиції чартів | Сертифікати         | Альбом           |
| Назва                                                                        | Рік  | НІ                     | AUT                    | GER                    | SWE                    | SWI                    | Сертифікати         | Альбом           |
| ---------------------------------------------------------------------------- | ---- | ---------------------- | ---------------------- | ---------------------- | ---------------------- | ---------------------- | ------------------- | ---------------- |
| «A Monster Like Me» (з Морландом)                                            | 2015 | 23                     | 17                     | 92                     | -                      | 45                     | - IFPI NOR: Платина | Make a Sail      |
| «To Figure»                                                                  | 2016 | -                      | -                      | -                      | -                      | -                      |                     | Non-album single |
| «Cynical Youth»                                                              | 2017 | -                      | -                      | -                      | -                      | -                      |                     | DYS(U)TOPIA      |
| «Dogma»                                                                      | 2020 | -                      | -                      | -                      | -                      | -                      |                     | Phase I:XI       |
| «Slow Down»                                                                  | 2020 | -                      | -                      | -                      | -                      | -                      |                     | Phase I:XI       |
| «Medusa»                                                                     | 2020 | -                      | -                      | -                      | -                      | -                      |                     | Phase I:XI       |
| «Dreamer»                                                                    | 2020 | -                      | -                      | -                      | -                      | -                      |                     | Phase I:XI       |
| "-" позначає запис, який не склав чарту або не був виданий на цій території. |      |                        |                        |                        |                        |                        |                     |                  |

## Нотатки
1. ↑  "A Monster Like Me" did not enter the Sverigetopplistan, but peaked at number 2 on the Swedish Heatseekers chart.